# سونيا جونسون (نسوية)
سونيا آن جونسون هاريس (بالإنجليزية: Sonia Johnson)‏ (لقبها قبل الزواج هاريس؛ 27 عام 1936) هي ناشطة وكاتبة أمريكية نسوية. كانت مؤيدة صريحة لتعديل الحقوق المتساوية الدستوري، وفي أواخر السبعينات كانت تنتقد علنًا موقف كنيسة يسوع المسيح لقديسي الأيام الأخيرة، التي كانت عضوًا فيها، ضد التعديل المقترح. في النهاية تم فصلها من الكنيسة بسبب أنشطتها. واصلت نشر العديد من الكتب النسوية التي كانت تعتبر متطرفة آنذاك، خاضت في انتخابات الرئاسة في عام 1984، وأصبحت متحدثة نسوية معروفة.

## النشأة والتعليم والعائلة
سونيا آن هاريس، ولدت في مالاد، أيداهو، من الجيل الخامس من المورمون. التحقت بجامعة ولاية يوتا وتزوجت من ريك جونسون بعد التخرج. حصلت على درجة الماجستير ودكتوراه في التعليم من كلية روتجرز. عملت معلمة بدوام جزئي معلمة للغة الإنجليزية ضمن جامعات في الولايات المتحدة وخارجها، لاحقًا بزوجها اللاهث وراء أماكن عمل جديدة. كان لديها أربعة أطفال خلال هذه السنوات. عاد الزوجان إلى الولايات المتحدة في عام 1976.
في عام 1991، أعربت إيدا هاريس والدة جونسون عن قلقها إزاء سلامة ابنتها بعد أن سمعت شائعات عن وفاة سونيا وتلقت تهديدات هاتفية ضد ابنتها. آخذة التهديدات على محمل الجد، انتقلت إيدا إلى مجمع وايلد فاير حيث كانت تقيم سونيا في شهر نوفمبر عام 1991. عد ستة أشهر، توفيت إيدا عن عمر 87 في يوم الأم، 10 مايو عام 1992، وسونيا إلى جانبها. دفنت إيدا في لوغان بولاية يوتا، ولكن سونيا لم تحضر الجنازة لأنها وعدت والدتها بعدم العودة إلى يوتا.

## كنيسة قديسي الأيام الأخيرة وتعديل الحقوق المتساوية
بدأت سونيا برفع الصوت دعمًا لتعديل الحقوق المتساوية في عام 1977، وشاركت برفقة ثلاث نساء أخريات في تأسيس منظمة تدعى «مورمون داعمون لتعديل الحقوق المتساوية». حظيت بتغطية وطنية عند إدلائها بشهادتها عام 1978 أمام اللجنة الفرعية القضائية التابعة لمجلس الشيوخ بشأن الدستور والحقوق المدنية وحقوق الملكية، وواصلت التحدث في تعديل الحقوق المتساوية والترويج لها، وأدانت معارضة كنيسة قديسي الأيام الأخيرة للتعديل.
بدأت كنيسة قديسي الأيام الأخيرة إجراءات تأديبية ضد جونسون بعد أن ألقت خطابًا لاذعًا بعنوان «الفزع الأبوي: السياسات الجنسية في كنيسة المورمون» خلال اجتماع للرابطة النفسية الأمريكية في مدينة نيويورك في شهر سبتمبر عام 1979. استنكرت جونسون ما زعمت أنه غير أخلاقي وغير قانوني من جهود الضغط المطبقة من قبل كنيسة قديسي الأيام الأخيرة لمنع تمرير تعديل الحقوق المتساوية.
لأن الخطاب استرعى انتباه وسائل الإعلام الوطنية، بدأ قادة في مجمع فيرجينيا الكنسي المحلي لجونسون، من بينهم الرئيس العماد إيرل. جيه رويشه، مباشرة إجراءات الحرم الكنسي. في شهر ديسمبر من العام 1979، ادعى خطاب طرد أن سونيا جونسون اتهمت بمجموعة متنوعة من الإساءات، بما فيها عرقلة البرنامج التبشيري العالمي، وإلحاق الضرر بالبرامج الاجتماعية الداخلية للمورمون، وتعليمها عقيدة خاطئة. طلقها زوجها في شهر أكتوبر عام 1979، قبل شهرين من المحاكمة. عزت سبب ذلك القرار إلى «أزمة منتصف العمر».
بعد انفصالها عن الكنيسة، واصلت جونسون الترويج لتعديل الحقوق المتساوية على التلفاز ومن خلال العديد من الوسائل في جميع أنحاء البلاد، بما في ذلك المؤتمر الوطني الديمقراطي لعام 1980. أقامت أيضًا احتجاجات أمام أماكن مثل مقر الحزب الجمهوري في واشنطن العاصمة. سجنت مع عشرين من مؤيدي تعديل الحقوق المتساوية لفترة وجيزة لتقييدهم أنفسهم أمام بوابة معبد سياتل واشنطن في بالفيو، واشنطن.